# Alfred Hazledine
Alfred Hazledine, né à Mold, Pays de Galles, le 4 septembre 1874 et mort à Uccle en 1957, est un peintre, aquarelliste et graveur belge, dont la palette est luministe.

## Biographie

### Famille et formation
Né à Mold, au Pays de Galles, le 4 septembre 1874, Alfred Vaughan Clough Hazledine est le fils de Jean Roland Hazledine et de Sarah Clough. Il quitte Shrewsbury et s'installe en Belgique en 1898, où il devient l'élève d'Ernest Blanc-Garin à Bruxelles et d'Adrien-Joseph Heymans. En 1898, il épouse à Schaerbeek, Renée Heymans, née en 1877, fille d'Adrien-Joseph Heymans.

### Carrière
Alfred Hazledine peint principalement des paysages dans le Brabant et le pays de Galles dans un style luministe. Il demeure et travaille très longtemps à Wechelderzande, où vit une colonie d'artistes. À partir de 1898, il expose régulièrement aux Salons de La Libre Esthétique, de même qu'aux Salons triennaux belges.
Après son mariage, en 1898, Alfred Hazledine réside d'abord à Schaerbeek, rue Verte no 224 au moins jusqu'en 1907, puis, plus tard, il s'établit rue Saturnus no 29 à Uccle,.
Alfred Hazledine est membre, dès 1904, du groupe Vie et Lumière qui réunit impressionnistes et luministes lors d'expositions auxquelles l'artiste participe,. À partir de 1910, il est également membre du cercle L'Estampe où il expose ses œuvres lors des salons annuels. En 1921, il rejoint L'Esthétique Nouvelle, récemment créée et participe au premier Salon du nouveau cercle.  
Jusqu'en 1930, Alfred Hazledine continue à exposer ses œuvres, dans les galeries de Bruxelles, sans tapage, tous les deux ou trois ans.
Alfred Hazledine meurt à Uccle au cours du premier semestre de l'année 1957. Une vente publique, dans le cadre de sa succession, a lieu le 2 juillet 1957. Une vingtaine de ses œuvres, de même qu'une vingtaine de celles de son beau-père Adrien-Joseph Heymans, sont vendues aux enchères à l'hôtel des ventes Nova, rue Van Moer à Bruxelles.

## Œuvres

### Expositions
- 1898, Bruxelles, Salon de La Libre Esthétique : neuf toiles représentant des variations sur les ponts brugeois[9].
- 1898, Anvers, Salon triennal : Ferme anglaise[10].
- 1900, Bruxelles, Salon de La Libre Esthétique[11].
- 1902, Bruxelles, Salon de La Libre Esthétique : trois toiles : Au Coin de l'âtre, Crépuscule et Bruges, de même que deux dessins[12].
- 1907, Bruxelles, Salon des beaux-arts : Marché Sainte-Catherine[3].
- 1909, Bruxelles, Cercle artistique, Salle Boute : Dame au boa (portrait de son épouse)[13].
- 1909, Bruxelles, 5e Exposition de Vie et Lumière : Dimanche au bord de la Tamise[14].
- 1909, Bruxelles, Salon de Printemps[15].
- 1910, Bruxelles, 4e Salon du groupe L'Estampe (huit eaux-fortes).
- 1910, Bruxelles, Salon des beaux-arts : Bords de la Tamise[16].
- 1910, Bruxelles, 6e Salon de Vie et Lumière[17].
- 1913, Bruxelles, 7e Salon du groupe L'Estampe[5].
- 1914, Bruxelles, 8e Salon du groupe L'Estampe[18].
- 1914, Bruxelles, Salon des beaux-arts : La Baignade[19].
- 1914, Bruxelles, Galerie Georges Giroux[20].
- 1921, Liège, premier Salon triennal[21].
- 1921, Bruxelles, premier Salon de L'Esthétique Nouvelle[6].
- 1921, Bruxelles, rue Royale, Salle Éolienne, exposition personnelle : Les Coteaux du Brabant, Le Vent dans les arbres, Le Pays de Galles, …[22].
- 1922, Bruxelles, Galerie Royale[23].
- 1927, Bruxelles, Galerie Le Roy, rue du Cerf[24].
- 1930, Bruxelles, Galerie Le Roy, rue du Cerf[7].
- 1955, Bruxelles, Galerie Rubens.

### Réception critique
En 1909, lorsqu'il expose au Cercle artistique Dame au boa, une peinture représentant son épouse Renée Heymans, la critique du quotidien L'Indépendance belge remarque que c'est : 

« Un curieux portrait brossé avec intrépidité, de manière impulsive, dans un éclairage d'exception. Le dessin, celui de gauche surtout, est arbitraire, mais c'est un morceau de peinture dont il faut louer l'indépendance. »

La même année, au Salon de Printemps de Bruxelles, la critique du quotidien Le Petit Bleu du matin écrit au sujet de ses « curieuses » vues londoniennes que Hazledine est : 

« Un peintre dont on suit avec joie les progrès constants et à qui il ne manque qu'un dessin un peu plus ferme pour compter parmi les paysagistes les plus intéressants et les plus originaux que nous ayons. »

En 1930, la critique du quotidien La Métropole écrit au sujet de son exposition : 

« Il y a là de forts bons tableaux, justes de ton, délicieux de coloris, excellents de métier, et toujours d'une belle distinction.[…] Alfred Hazledine nous vient du pays de Galles[…] Il adore la Campine anversoise, dont il a fait sa terre d'élection comme sa muse.[…] Ce qui me conquiert chez Hazledine, c'est le grand sentiment poétique dont il empreint ses œuvres. Il y a du virgilien en lui. »